# Sandarne
Sandarne – miejscowość (tätort) w Szwecji, w regionie administracyjnym (län) Gävleborg, w gminie Söderhamn.
Według danych Szwedzkiego Urzędu Statystycznego liczba ludności wyniosła: 1681 (31 grudnia 2015), 1664 (31 grudnia 2018) i 1654 (31 grudnia 2019).